# Pastel de Misisipi

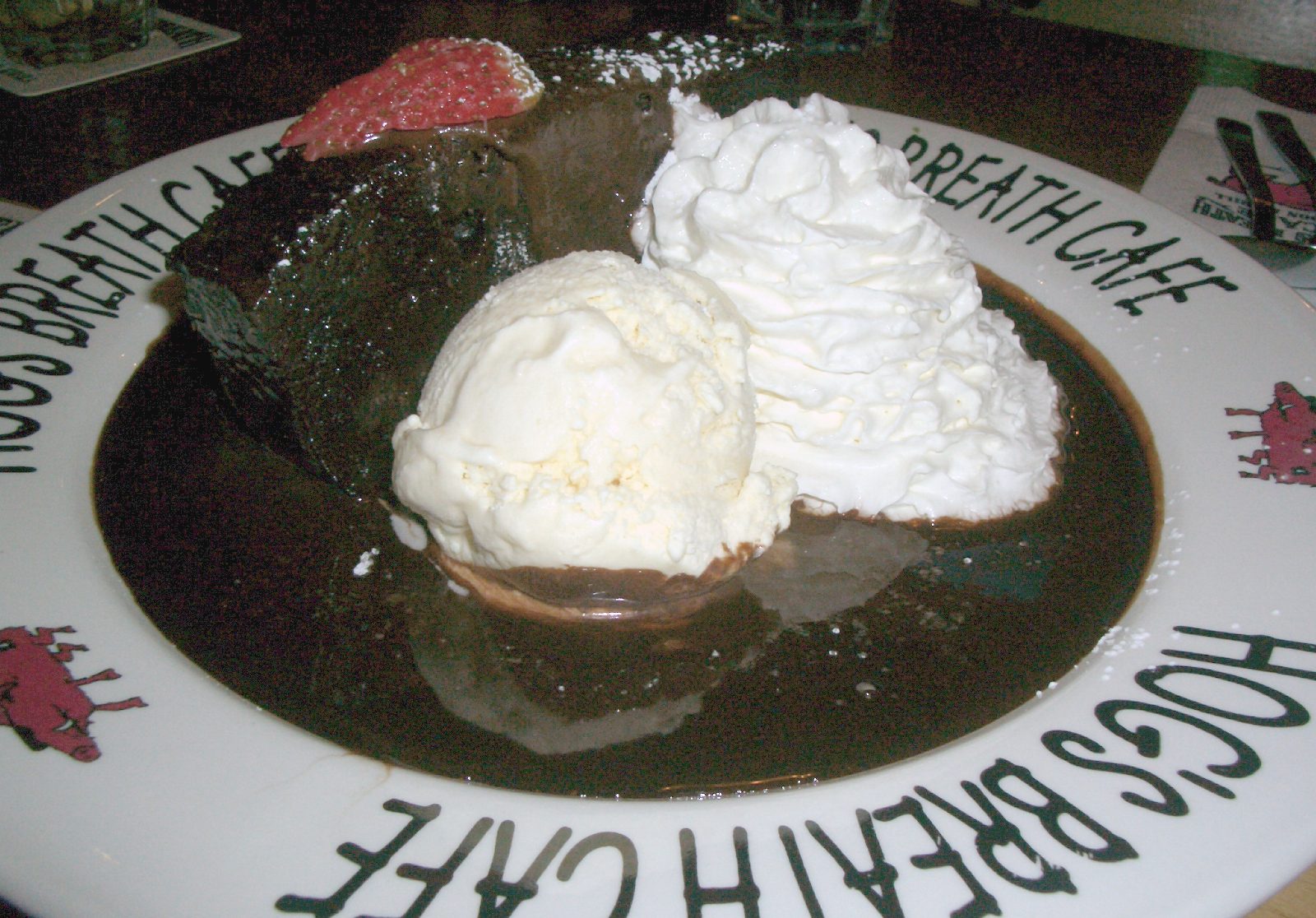
Pastel de Misisipi.

El pastel de Misisipi es un postre a base de chocolate que probablemente se originó en el estado de Misisipi (Estados Unidos).[cita requerida]
El pastel consta de una capa chocolate derretido en la parte superior de una corteza de chocolate desmenuzable, y generalmente se sirve con helado. Mientras que el pastel de Misisipi estuvo asociado inicialmente con la cocina del sur de los Estados Unidos, el plato ha alcanzado una reputación internacional, debido en gran parte a la enorme cantidad de chocolate en cada porción.
El nombre del pastel viene de su masa densa, que se asemeja a las orillas del río Misisipi. Se cree que este plato fue creado por los cocineros después de la Primera Guerra Mundial debido a que era hecho con ingredientes simples que pueden ser encontrados en cualquier supermercado y no requiere ninguna herramienta especial de cocina.